# Clarinette piccolo
La clarinette piccolo est utilisée en ensemble de clarinettes et en orchestre d'anches simples, parfois en orchestre symphonique ou d'opéra.

## Longueur
La clarinette piccolo a une longueur d'environ trente-huit centimètres avec le bec.
Le qualificatif piccolo est parfois associé à la petite clarinette en mi bémol par les musiciens, ce qui nécessite une certaine prudence vis-à-vis de l'instrument réellement présenté au public.

## Tonalité
La clarinette piccolo est en la bémol. Elle joue une quarte au-dessus de la petite clarinette et une septième mineure au-dessus de la grande clarinette.
Selon Charles Koechlin dans son traité de l'orchestration, la clarinette piccolo en la bémol possède un ambitus limité dans le suraigu par rapport aux autres clarinettes et ne doit pas être employée plus haut qu'une petite clarinette en mi bémol, en raison d'une qualité de timbre médiocre :
- notes écrites : de mi2 à mi5, soit 3 octaves ;
- notes écrites : de do3 à do6.

## Description

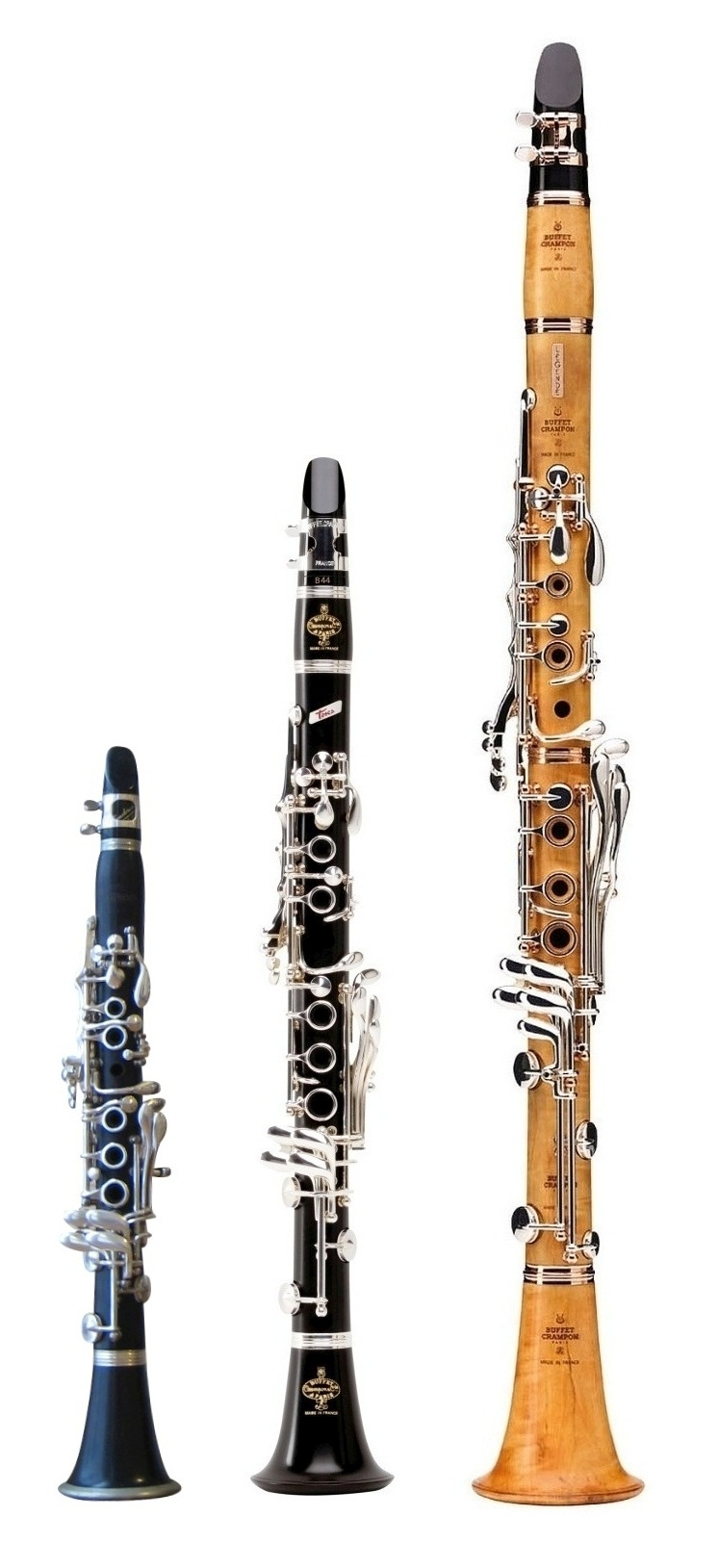
Clarinette piccolo en la bémol, petite clarinette en mi bémol et clarinette soprano

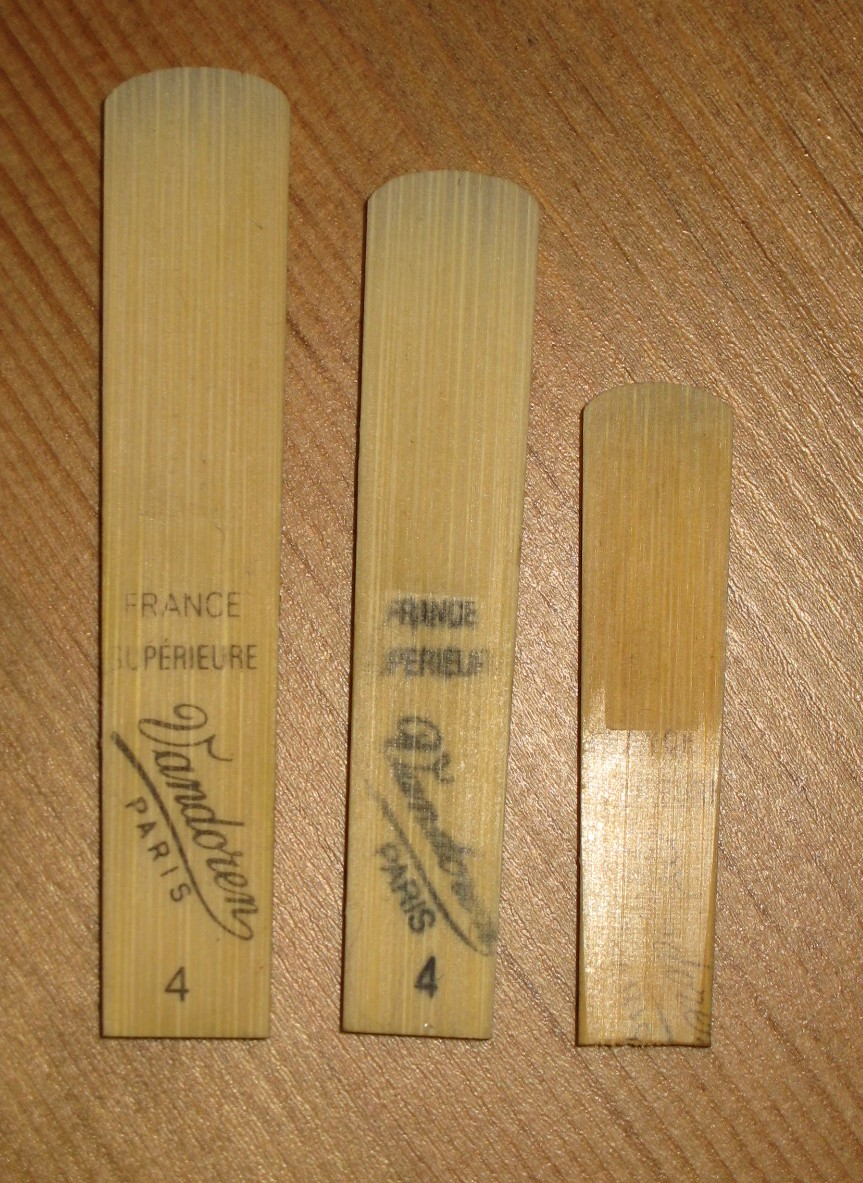
Photographie comparative de taille des anches de clarinette si, mi et la.

La clarinette piccolo est une clarinette de taille réduite pour laquelle le clétage est spécifiquement adapté à la répartition des trous d'harmonie sur le corps de la clarinette et à la taille des doigts du musicien.
Le bec et l'anche sont également réduits pour s'adapter à la petite perce de cette clarinette.

## Historique
On retrouve des fabrications de clarinettes piccolo au XIXe siècle en France et en Allemagne. Certains auteurs ou facteurs d'instruments classent la clarinette piccolo dans la famille des clarinettes sopranino.
On la retrouve en Italie dans les formations militaires au début du XXe siècle.
Quelques rares clarinettes piccolo ont été fabriquées en métal; Henri Selmer Paris en a fabriqué 4 exemplaires pour l'orchestre de la Garde républicaine vers 1931.
Il a été produit des clarinettes piccolos plus aiguës, avec le problème du placement des doigts encore plus important : en ut (longueur=30 cm) et en si.
Des clarinettes piccolo système Oehler existent également en la bémol ou en sol à destination de l'Allemagne et de l'Autriche essentiellement.

## Répertoire
Il existe des transcriptions pour la clarinette piccolo,.
Elle est présente dans des œuvres originales,.
On notera:
- Bartok, Scherzo (ou Burlesque) Op. 2 (1904), pour piano et orchestre, avec des passages à l'unisson avec la clarinette soprano ;
- Verdi l'utilise dans quelques opéras ;
- John Tavener, Celtic Requiem (1969).